# L'eroe di Paternò (romanzo)
L'eroe di Paternò è un romanzo storico di Paolo Pintacuda ambientato nella Sicilia del 1866, edito da Il Palindromo Editore.

## Sinossi
Sicilia, 1866. Vito Leone, unitario di prim’ora, conosciuto come l’eroe di Paternò è stato congedato con onore dalla Guardia Nazionale che ha servito dopo l’unificazione. Detesta l’appellativo di eroe ed è tornato a Paternò con l’unico desiderio di rimanere nell’anonimato svolgendo il suo lavoro di barbiere flebotomo.
Angelo Botta, spietato assassino, è invece uno fra i membri più pericolosi della banda delle Montagne di Placido Pugliese. L’ultimo affronto dei briganti è il rapimento della facoltosa Virginia Aragona. Non è il loro primo reato, ma visto il blasone della giovane donna è quello per il quale chiedono il riscatto più alto. Generalmente la somma verrebbe pagata in fretta, tuttavia le celate disgrazie economiche degli Aragona e la cattura di Angelo Botta sembrano indirizzare a una differente e più rapida soluzione della questione. Botta è pronto a collaborare con le autorità, ma abilmente baratta la propria salvezza con il Prefetto di Catania: svelerà dov’è tenuta prigioniera Virginia, ma a Palermo e soltanto se sarà scortato dall'eroe di Paternò.
Dai tempi del congedo Vito è divorato da un terribile rimorso e la voglia di lasciare definitivamente Paternò per scomparire in qualche lontano paesino dove nessuno conosca il suo passato è pari solo all’impossibilità di farlo. Fino a ora è riuscito solamente a vivere, per quanto possibile, in disparte dal mondo. Benché contrario a scortare Angelo, Vito accetta perché il compenso che gli viene offerto è l’unica possibilità di comprare la propria libertà.
Da Catania la via per Palermo non è agevole e il lungo viaggio a cavallo si rivelerà un’avventura pericolosa e complicata. Fra tutti Vito e Angelo dovranno guardarsi dalla banda delle Montagne intenzionata a uccidere Botta, considerato un traditore. Ma saranno anche costretti a fare i conti con i propri fantasmi.
Percorrendo lande desolate e terre selvatiche, i due affrontano mille peripezie per arrivare a destinazione. Si scontrano due mondi lontanissimi, due modi di vedere la vita e il Regno d’Italia. E forse, mentre si addentrano in una Palermo in tumulto per la Rivolta del sette e mezzo, Vito e Angelo mettono in dubbio le convinzioni che hanno ispirato le loro esistenze.